# Thái Khang, Chu Khẩu
Thái Khang (chữ Hán giản thể: 太康县, Hán Việt: Thái Khang huyện) là một huyện của địa cấp thị Chu Khẩu, tỉnh Hà Nam, Cộng hòa Nhân dân Trung Hoa. Huyện này có diện tích 1761 km2, dân số năm 2002 là 1,34 triệu người, huyện lỵ là trấn Thành Quan. 
Huyện Thái Khang được chia ra thành các đơn vị hành chính gồm 11 trấn và 12 hương.
- Trấn: trấn dân tộc Hồi Thành Quan, Thường Doanh, Mã Đầu, Chu Khẩu, Lão Trủng, Tốn Mẫu, Long Khúc, Mã Hán, Bản Kiều, Phù Chương Lâu và Mao Trang.
- Hương: Thành Giao, Ngũ Lỹ Khẩu, Đại Hứa Trại, Độc Đường, Chi Ma Oa, Cao Hiền, Vương Tập, Chuyển Lâu, Dương Miếu, Trương Tập, Thanh Tập và Cao Lang.